# La Creu del Grau
La Creu del Grau (en español La Cruz del Grao) es un barrio de la ciudad de Valencia (España), perteneciente al distrito de Caminos al Grao. Está situado al suroeste de la ciudad y limita al norte con Ayora, al este con Grao, al sur con Penya-Roja y al oeste con Camí Fondo. Se trata de uno de los barrios portuarios de Valencia, además que en él se encuentra la zona más antigua del Puerto de Valencia, la Dársena Vella.

## Nombre
Toma su nombre de la histórica "Cruz Cubierta del Graο" que se encontraba en la calle Islas Canarias desde el siglo XIV, al igual que la Cruz Cubierta de la Calle San Vicente Mártir al sur de la ciudad, la Cruz Cubierta de Mislata al oeste y la Cruz Cubierta de Almácera al norte. 
A lo largo de la historia esta cruz ha sido trasladada, restaurada y reconstruida varias veces, por lo que en la actualidad no queda rastro de la cubierta ni de la original cruz gótica de piedra, que ha sido sustituida por una reproducción en hierro sobre un pedestal de piedra a la altura del número 119 de la avenida del Puerto.

## Historia
Forma parte del distrito 12- Caminos al Grao, puesto que nació a partir del crecimiento de la ciudad dirección este hacia el mar y hacia Poblados Marítimos como el del Grao. El norte del barrio era atravesado por la Calle de las Islas Canarias (antiguamente Camino Viejo del Grao) y, desde 1802, por la Avenida del Puerto (antiguamente Camino Nuevo del Grao), mientras que al sur limitaba aproximadamente con el Camino Hondo del Grao, próximo a la actual Avenida de Baleares. El límite oriental del barrio lo marcaban las vías del ferrocarril que separaba Poblados Marítimos del Grao del resto de la ciudad, actualmente soterradas bajo la calle Ibiza.
Esta zona estaba formada por campos de huerta regados por ramales de la Acequia de Mestalla, pero en las proximidades de la Avenida del Puerto crecieron industrias alejadas en principio de cascos urbanos y debido a la proximidad del puerto de Valencia. Una de estas industrias fue la de Gas Lebón, de la cual todavía queda un antiguo depósito, situado en un parque municipal, rodeado por bloques de edificios residenciales.
Dentro de su historia podemos observar que tuvo un lugar importante en la lucha anticorsaria que se produjo en Valencia en la Edad Media (1417-1418). La Cruz del Grao fue el punto en el que se llevó a cabo el repartimiento de los bienes pertenecientes a los barcos capturados por Pere Cabanyelles. Se eligió esta zona por encontrarse al final del camino que conducía al puerto de la ciudad.

## Demografía
Actualmente el barrio cuenta con 15.851 habitantes (2023). Su progresión según el Padrón Municipal de Habitantes fue la siguiente:
| 1991   | 1996   | 2001   | 2013   | 2014   | 2015   | 2016   | 2017   | 2018   | 2019   | 2020   | 2021   | 2022   | 2023   |
| ------ | ------ | ------ | ------ | ------ | ------ | ------ | ------ | ------ | ------ | ------ | ------ | ------ | ------ |
| 12.494 | 12.416 | 13.617 | 14.983 | 14.824 | 14.846 | 14.907 | 14.765 | 14.936 | 14.694 | 14.805 | 14.755 | 14.633 | 15.851 |

## Política

### Elecciones Autonómicas 2023
Como indican los datos de la Presidencia de Valencia, la participación de La Cruz del Grao fue la siguiente:
| Censo Electoral | Número de votos en blanco | Número de votos nulos | Número de votos totales | Votos a candidaturas | Abstención |
| --------------- | ------------------------- | --------------------- | ----------------------- | -------------------- | ---------- |
| 10.181          | 47                        | 50                    | 6.972                   | 6.875                | 3.209      |

Y respecto a los votos a los votos a candidaturas, el Ministerio del Interior recibió los siguientes datos en el barrio de La Cruz del Grao:
|                                                     | Total |
| Partido Popular                                     | 2.105 |
| Partido Socialista Obrero Español                   | 2.083 |
| Compromís                                           | 1.123 |
| VOX                                                 | 932   |
| Unides Podem - Esquerra Unida                       | 301   |
| Ciudadanos - Partido De La Ciudadanía               | 151   |
| Partido Animalista Con el Medio Ambiente            | 97    |
| Escaños en Blanco                                   | 17    |
| Coalició Units                                      | 15    |
| Alianza por el Comercio y la Vivienda               | 10    |
| Esquerra Republicana del País Valencià              | 8     |
| Recortes Cero                                       | 8     |
| Partido Comunista de los Pueblos de España          | 7     |
| POR un Mundo Más Justo                              | 7     |
| Decidix                                             | 6     |
| República Valenciana / Partit Valencianista Europeo | 5     |

### Elecciones Generales (julio 2023)
En las Elecciones Generales, según los datos del Ministerio del Interior, la participación en el barrio de La Cruz del Grao fue:
| Censo Electoral | Número de votos en blanco | Número de votos nulos | Número de votos totales | Votos a candidaturas | Abstención |
| 10.161          | 55                        | 57                    | 7.400                   | 7.288                | 2.761      |

Y en cuanto a los votos a candidaturas, el Ministerio del Interior recogió los siguientes datos en La Cruz del Grao:
|                                          | Total |
| Partido Socialista Obrero Español        | 2.695 |
| Partido Popular                          | 2.177 |
| Compromís-Sumar                          | 1.315 |
| VOX                                      | 974   |
| Partido Animalista con el Medio Ambiente | 70    |
| Frente Obrero                            | 16    |
| Por un Mundo Más Justo                   | 16    |
| Recortes Cero                            | 9     |
| Falange Española de las JONS             | 6     |
| Caminando Juntos                         | 5     |
| Estat Valencià del Benestar              | 5     |

## Fiestas
Las Fallas son la fiesta principal de este barrio, cuyos vecinos destacan por la tradición fallera. Cuando se acerca la época fallera , al inicio de la primavera, esta zona de Valencia destaca sus decoraciones y ambientaciones de esta histórica fiesta mediterránea. "Falla Dama d´Elx" o "Falla Islas Canarias Trafalgar Samuel Ros" son dos de las agrupaciones falleras más representativas de la zona.
Por otro lado, La Cruz del Grao también festeja las "Fiestas de la Cruz", en honor al Santísimo Cristo del Grao. Estas, rememoran la venida de la imagen en 1411 y el antiguo ritual de los marineros de El Grao de sacar en procesión la cruz y la escalera para pedirle a Cristo protección para los días de temporal en el mar. Estas fiestas se celebran junto a actos litúrgicos, conciertos de bandas de música, comidas de devotos y vecinos, toques manuales de campana y fuegos artificiales. Las fechas suelen rondar entre el 1 y el 3 de mayo.

## Patrimonio
La Cruz del Grao, aquella que le da nombre al barrio, se encuentra situada en el extremo noroeste del barrio, a la altura del número 119 de la Avenida del Puerto. Se trata de una reproducción de la original, la cual estuvo cubierta con casilicio y era de piedra, como el resto de cruces terminales de la ciudad.
Actualmente el pedestal y la basa continúan siendo de piedra y contiene un fuste octogonal en la parte superior decorado con estatuas de santos de estilo gótico arcaico. Dichas estatuas, muy deterioradas, están colocadas sobre escudos coronados de la ciudad de Valencia y bajo unos pequeños doseles. Encima del fuste se encuentra una bola de piedra, de donde nace la cruz de hierro con otro escudo de Valencia.

## Equipamientos de la zona

### Oficinas Municipales
Al barrio La Cruz del Grao le corresponde la oficina municipal de la Junta Municipal del Marítimo, en la calle Barraca nº53. Tiene como presidenta a Mª José Ferrer San Segundo, como vicepresidente a Juan Carlos Caballero Montanés y como secretaria a Teresa Hernández Briones.
La junta se ocupa de las gestiones de una manera desconcentrada para así conseguir una mayor participación de los habitantes en la administración y el gobierno de la ciudad. Sirve para las licencias de obras, de rótulos y lonas publicitarias, información para la ciudadanía, los bonos de transporte, de cuestiones padronales, del Registro General de Entrada y la comunicación de actividades inocuas. Esta se encarga de los distritos 11- Poblados Marítimos, 12-Caminos al Grao y 13- Algirós, que incluye los barrios: El Grao, El Cabañal-Cañamelar, La Malvarrosa, Nazaret, Beteró, Ayora, Albors, Camino Hondo, Peña Roja, La Isla Perdida, Ciudad Jardín, La Amistad, La Bega Baja, La Carrasca y La Cruz del Grao.

### Centros de Bienestar
- Centro Municipal de Servicios Sociales "Trafalgar": está ubicado en la calle Trafalgar nº34 y está dirigido por el Ayuntamiento de Valencia, por la Concejalía de Servicios Sociales. Se trata de uno de los centros municipales a través de los cuales el Ayuntamiento presta los servicios sociales generales de manera desconcentrada. Entre las actividades que ofertan se pueden encontrar: un servicio de comida a domicilio para los mayores de 65 años con dificultades en su nutrición, la protección y asistencia a menores con recursos necesarios para conseguir un adecuado desarrollo físico y psicológico, programas de atención e inserción social para aquellas familias sin medios de subsistencia, ayudas domésticas, educativas, personales y sociales a domicilio e información y asesoramiento para los ciudadanos sobre los derechos y recursos sociales existentes.[15]

- CRIS y Centro de Día "ACOVA": la entidad privada que es la Asociación de ayuda a personas con enfermedad mental de la Comunidad Valenciana (ACOVA) presenta una de sus sedes en la calle Lebón nº3 y 5.[16] Tiene una capacidad de 20 personas para el centro de día y 55 personas para el CRIS (Centro de Rehabilitación e Integración Social), dirigido a aquellos de entre 18 y 65 años. Brindan actividades como: formación e inserción laboral, deportes entre los que ofertan fútbol, petanca y pelota valenciana, programas de promoción de la autonomía personal para aquellos con diversidad funcional, rehabilitación psicosocial y campañas de cooperación y sensibilización. Todo esto lo llevan a cabo gracias a voluntarios y profesionales: psicólogos, trabajadores e integradores sociales, terapeutas ocupacionales, pedagogos...[17]
- Centro Especializado de Atención a Mayores (CEAM) "Islas Canarias": este centro ubicado en el nº3 de la calle Noguera depende del Servicio de Coordinación de Servicios Sociales de Valencia, de la Vicepresidencia Segunda y Conselleria de Servicios Sociales, Igualdad y Vivienda. Es un punto de atención preventiva, que, con la oferta de recursos especializados, tienen el objetivo de lograr el mantenimiento de las personas mayores en un estado físico y emocional que les permita valerse por sí mismas para así retardar su ingreso en hospitales o residencias.[18]

### Instalaciones Sanitarias
- Centro de Salud "Trafalgar": centro de salud ubicado en el n.º 32 de la calle Trafalgar. En su cartera de servicios presentan: Fisioterapia, Matrona, Servicio Social, Enfermería, Pediatría y Medicina Familiar y Comunitaria.[19]

### Centros Educativos
- Escuela Infantil "Etapas": guardería infantil en la calle Dama de Elche nº29. Cuenta con aulas luminosas, espacios adaptados, amplios horarios flexibles, un contacto familiar a diario y personalizado. Además la escuela basa su educación en la disciplina Montessori, caracterizada por: una metodología respetuosa, pedagogías activas, autonomía, experimentación, movimiento libre y familia.
- Escuela Infantil "Aladdin": se trata de un centro privado de educación infantil de primer ciclo. Está en la calle Historiador Rodrigo de Pertegás n.º 25 y aparte de las instalaciones educativas cuenta con instalaciones deportivas.[20]

- Colegio Público "El Grao": ubicado en la Avenida de Baleares n.º 64. Es una escuela pública con 4 unidades de educación infantil y 6 de educación primaria. Se definen como un colegio tolerante, inclusivo, solidario y aconfesional y con el diálogo y la responsabilidad como las normas de convivencia.[21]
- Colegio "Trafalgar": se encuentra en la calle Rodrigo Pertegás nº29. Se trata de un centro concertado en todos sus niveles: infantil, primaria y el primer ciclo de la Educación Secundaria Obligatoria. Se trata de una escuela tolerante, aconfesional que no hace diferencias a sus alumnos por motivos de ideologías y se basa exclusivamente en desarrollar su formación humana con valores individuales y sociales. [22]
- Colegio Público "Tomás de Montañana": es un centro de educación infantil de segundo grado, de educación primaria y especial. Se encuentra en el nº40 de la Avenida de Baleares.[23]
- IES "Baleares": instituto de Educación Secundaria Obligatoria y Bachillerato ubicado en el nº66 de la Avenida de Baleares.[24] Está adscrito con el Colegio "Trafalgar", el CEIP "San José de Calasanz", el CEIP "L'Albereda" y el CEIP "El Grao".[25]
- IES "Distrito Marítimo": Instituto de Educación Secundaria Obligatoria en la Avenida de Baleares nº62. Aparte de ofrecer la ESO, el centro oferta Bachillerato, Ciclos Formativos y Programas de Enseñanza Plurilingüe que abarcan los amplios conocimientos de ciencias, humanidades, tecnologías, arte y formación física y deportiva. [26]
- Universidad Popular (UP) "Caminos al Grao": ubicada en el nº32 de la calle Trafalgar, es una de las 31 sedes que tiene la Universidad Popular de Valencia. La de "Caminos al Grao" está dirigida por Mª Trinidad Chust Domínguez,[27] y como todas las de la UP, depende del Ayuntamiento de Valencia, a través de la Delegación de Servicios Sociales. La Universidad Popular tiene como objetivo promover la participación social y mejorar la calidad de vida de la ciudadanía por medio de la educación continua, la dinamización sociocultural y la intervención social.[28]

### Instalaciones Deportivas
- Centro Deportivo "La Cruz del Grao": este centro deportivo está en el nº247 de la calle Islas Canarias. Se trata de una instalación ubicada en el edificio modernista de principios del siglo XX que era la antigua fábrica de abonos "Campos Crespo". A día de hoy es un espacio  deportivo muy versátil que cuenta con 1 sala de musculación, 1 sala de multiusos y 1 sala de halterofilia, además de estar disponible para actividades propias del barrio.[29]
- Piscina Centro Social "Trafalgar": esta piscina del nº34 de la calle Trafalgar forma parte del Centro Municipal de Servicios Sociales "Trafalgar". Este complejo deportivo-cultural cuenta con 1 sala de actividad física y la piscina de 25 m cubierta. Ofrecen cursos de aeróbic, baño libe, natación de tercera edad, natación adaptada, natación pre-postparto, natación terapéutica y pilates para adultos, y cursos de aeróbic infantil, judo, natación escolar, natación preescolar y baño libre para escolares.[30]

### Espacios Culturales
- Biblioteca Municipal de La Cruz del Grao "Gregorio Mayans y Siscar": se encuentra en el mismo espacio que el Centro Municipal de Servicios Sociales "Trafalgar" y que la Piscina "Trafalgar", en la calle Trafalgar nº34. Esta se trata de una biblioteca pública que gestiona la Administración Local de Ayuntamientos y que, por tanto, forma parte de la Red de Bibliotecas Públicas Municipales de Valencia.[31] La de La Cruz del Grao cuenta con 86 puestos de lectura, 2 puestos de acceso a Internet, sección de adultos, sección infantil y conexión a internet gratuita.[32]

### Religión
- Parroquia de Nuestra Señora del Buen Consejo: ubicada en la calle Lebón nº19.[33]

## Transporte
En la actualidad dan servicio al barrio las líneas de la EMT: la línea 35 por el sur y el interior del barrio, las líneas 1, 19 y N9 por el calle de Ibiza, las líneas 4, 30, 92, 93 y N8 por la Calle de las Islas Canarias y la Avenida del Puerto.
Respecto al servicio de MetroValencia, las líneas 5,6,7 y 8 por su parada "Marítimo" son las que más se aproximan al barrio de La Cruz del Grao.
Por otro lado, en cuanto al transporte en Valenbisi, La Cruz del Grao  cuenta con 3 paradas de bicicletas. La primera se encuentra en la Avenida de Baleares a la altura del n.º 60. Otra se localiza en la calle Vicente Vidal, a la altura del nº61. Y por último, la última estación ubicada en el barrio está en la calle de Menorca localizada a la altura del nº62. 